# کوراشیکی ۴۵۷۸
سیارک ۴۵۷۸ (به انگلیسی: 4578 Kurashiki، نامگذاری:1988XL1) چهار هزار و پانصد و هفتاد و هشتمین سیارک کشف شده‌است که در ۷ دسامبر ۱۹۸۸ کشف شد.
قدر مطلق سیارک برابر ۱۳٫۴۰ است.